# Raivydas Stanys
Raivydas Stanys (3 febbraio 1987) è un altista lituano.

## Palmarès
| Anno | Manifestazione    | Sede      | Evento        | Risultato      | Prestazione | Note                          |
| ---- | ----------------- | --------- | ------------- | -------------- | ----------- | ----------------------------- |
| 2006 | Mondiali juniores | Pechino   | Salto in alto | 20º            | 2,10 m      |                               |
| 2007 | Europei under 23  | Debrecen  | Salto in alto | Finale         | nm          |                               |
| 2009 | Europei indoor    | Torino    | Salto in alto | 25º            | 2,17 m      |                               |
| 2009 | Europei under 23  | Kaunas    | Salto in alto | 8º             | 2,21 m      |                               |
| 2011 | Universiadi       | Shenzhen  | Salto in alto | 5º             | 2,24 m      |                               |
| 2011 | Mondiali          | Taegu     | Salto in alto | 20º (q)        | 2,25 m      |                               |
| 2012 | Europei           | Helsinki  | Salto in alto | Argento        | 2,31 m      | Miglior prestazione personale |
| 2012 | Giochi olimpici   | Londra    | Salto in alto | 27º            | 2,16 m      |                               |
| 2013 | Universiadi       | Kazan'    | Salto in alto | 7º             | 2,20 m      |                               |
| 2014 | Europei           | Zurigo    | Salto in alto | Finale         | nm          |                               |
| 2015 | Europei indoor    | Praga     | Salto in alto | 20º (q)        | 2,19 m      |                               |
| 2015 | Universiadi       | Gwangju   | Salto in alto | 4º             | 2,24 m      |                               |
| 2015 | Mondiali          | Pechino   | Salto in alto | Qualificazione | nm          |                               |
| 2016 | Europei           | Amsterdam | Salto in alto | 17º (q)        | 2,23 m      |                               |
| 2017 | Europei indoor    | Belgrado  | Salto in alto | 15º (q)        | 2,16 m      |                               |